# Accademia teatrale Aleksander Zelwerowicz di Varsavia
L'Accademia teatrale Aleksander Zelwerowicz di Varsavia (in polacco Akademia Teatralna im. Aleksandra Zelwerowicza) è un istituto pubblico di istruzione superiore con sede a Varsavia, in Polonia. Il suo focus è sulle arti teatrali. Ha sede nel Collegium Nobilium, edificio settecentesco che anticamente ospitava un collegio d'élite gestito dai monaci scolopi.

## Storia
Fu fondata a Łódź nel 1946 e si trasferì a Varsavia nel 1949. Continua la tradizione dell'Istituto Nazionale delle Arti Teatrali (Państwowy Instytut Sztuki Teatralnej) fondato a Łódź nel 1932. Fu fondata come Scuola Nazionale Superiore di Teatro (Państwowa Wyższa Szkoła Teatralna ) ed ebba un'intitolazione, all'attore e regista teatrale Aleksander Zelwerowicz) nel 1955. Nel 1962 ha ricevuto la certificazione come istituto di istruzione superiore. Ha ricevuto il nome attuale nel 1996.
I docenti dell'Accademia Nazionale d'Arte Drammatica di Varsavia erano o sono prevalentemente professionisti che lavorano nei loro campi, i più notevoli tra questi includono: Leon Schiller, Erwin Axer, Aleksander Bardini, Stanisława Wysocka, Henryk Elzenberg, Stanisław Ossowski, Zofia Lissa, Edmund Wierciński, Jan Kreczmar, Stefan Jaracz, Maja Komorowska, Bohdan Korzeniewski, Andrzej Łapicki, Zofia Mrozowska, Janina Mieczyńska, Marian Wyrzykowski, Ludwik Sempoliński, Kazimierz Rudzki, Hanka Bielicka, Ignacy Gogolewski, Zbigniew Zapasiewicz, Jan Englert, Wiesław Komasa, Tadeusz Łomnicki, Gustaw Holoubek, Zygmunt Hübner, Anna Seniuk.

## Rettori
- 1946-1949: Leon Schiller
- 1949–1967: Jan Kreczmar
- 1967–1970: Władysław Krasnowiecki
- 1970–1981: Tadeusz Łomnicki

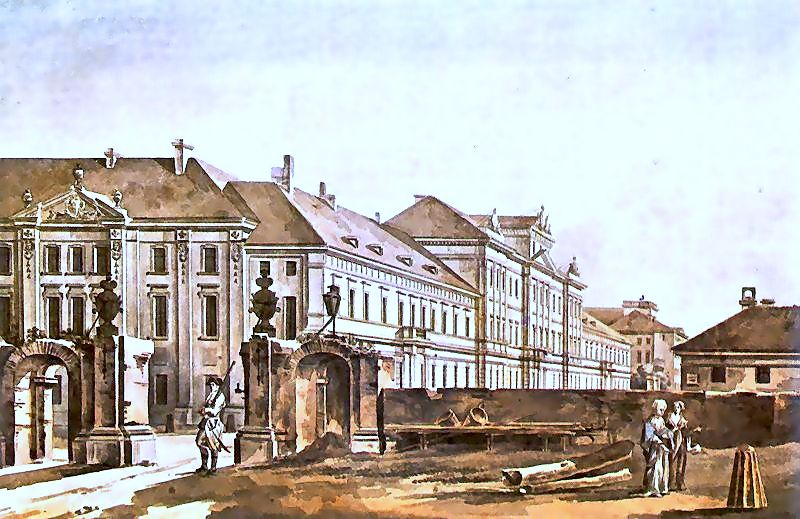
Un dipinto storico raffigurante il Collegium Nobilium (ora sede dell'Accademia Nazionale d'Arte Drammatica) di Zygmunt Vogel

- 1981–1987 e 1993–1996: Andrzej Łapicki
- 1987–1993 e 1996–2002: Jan Englert
- 2002–2008: Lech Śliwonik
- 2008–2016: Andrzej Strzelecki
- 2016-presente: Wojciech Malajkat